# Hennes Kungliga Höghet Hertiginnans av Västerbotten hovstat
Hennes Kungliga Höghet Hertiginnans av Västerbotten hovstat var en enhet inom de svenska kungliga hovstaterna som ansvarar för prinsessan Sibylla av Sachsen-Coburg-Gothas officiella program.

## Historik
Hennes Kungliga Höghet Hertiginnans av Västerbotten hovstat var en hovstat som bildades under 1930-talet.

## Anställda

### Chef
- 1959–1963: Erik Drakenberg

### Hovdamer
- 1939–1972: Brita Cederström
- 1956–1972: Dagmar Nyblaeus

### Kammarherrar
- 1957–1963: Gösta Lewenhaupt
- 1967–1972: Johan Treschow

### Förste hovintendent
- 1959–1972: Carl-Eric Ekstrand

### Läkare
- 1952–1972: Iohn Ryott-Iohnson